# Bürogebäude 2226

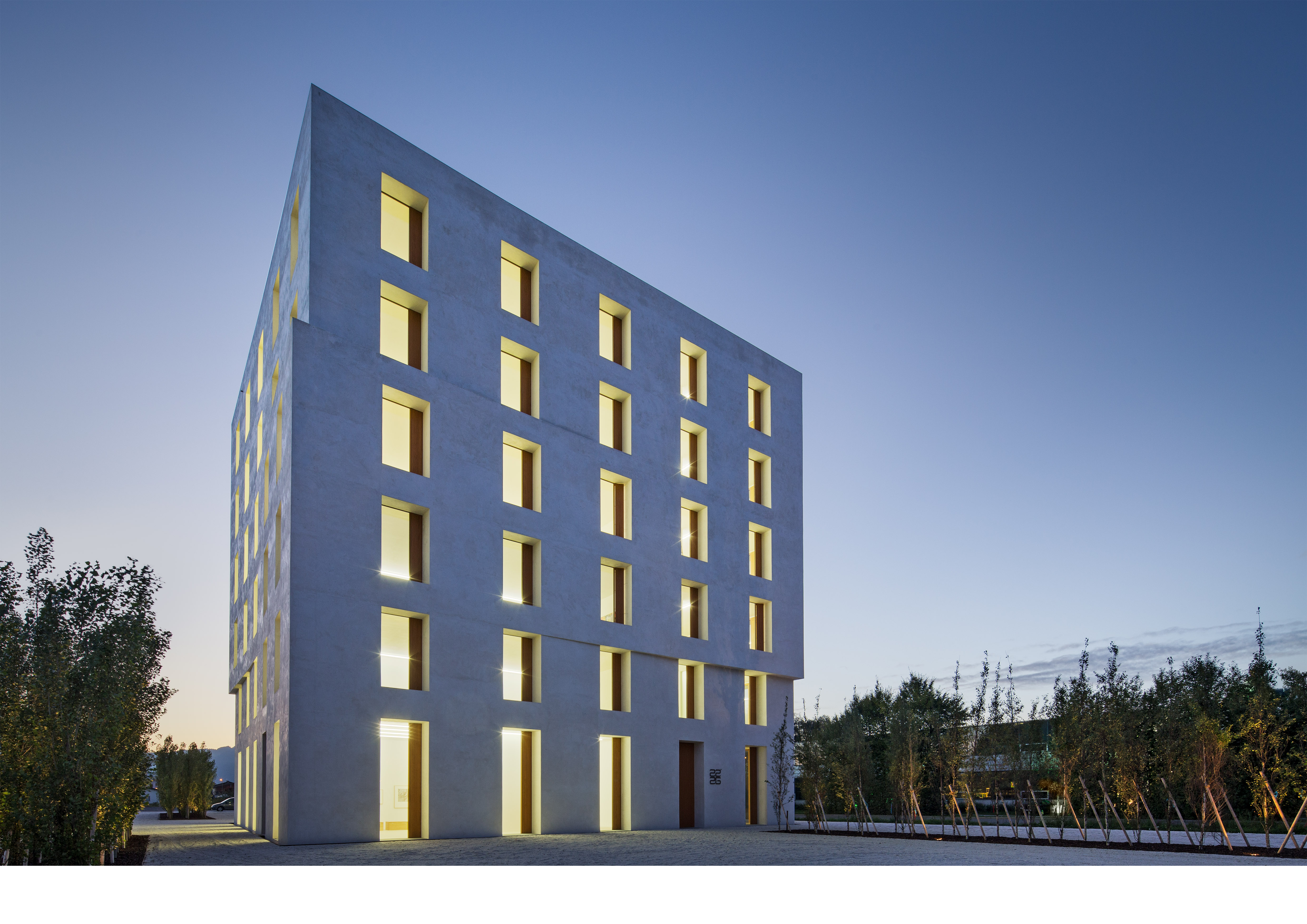
Bürogebäude 2226 Lustenau

Das Bürogebäude 2226 steht im Gewerbegebiet in der Marktgemeinde Lustenau in Vorarlberg.

## Geschichte
Das von Baumschlager Eberle Architekten geplante Bürohaus wurde 2013 fertiggestellt und wird seitdem von Baumschlager Eberle als Architekturbüro genutzt.
In weiterer Folge wurde das Klimakonzept des Gebäudes angeboten und weitere Häuser dieser Art wurden gebaut; zum Beispiel ein Bürohaus in Emmenweid und ein Wohnblock in Dornbirn.

## Architektur
Das Bürohaus hat 2700 m² Nutzfläche und ist das erste Bürohaus, das ohne Heizung, Lüftung und Kühlung auskommt. Durch geschickte Nutzung der Materialien bewegt sich die Temperatur im Innenbereich des Gebäudes dennoch immer zwischen 22 °C und 26 °C.
Erreicht wird das durch wärmespeichende Wände, diese sind 75 cm dick, zweischalig und aus Ziegel. Die Fenster sind dreifachverglast mit einem Rahmen aus Massivholz und innenbündig gesetzt. Sie nehmen auch nur 22 % der Fläche ein. Die Räume sind im Erdgeschoß 4,50 Meter, in den anderen Stockwerken 3,40 Meter hoch. Die Räume sind CO2- und Luftfeuchtigkeit-überwacht und bei Bedarf werden die hölzernen Lüftungsflügel in den Fenstern aktiviert.
Die Baukosten wurden mit 1430 €/m² angegeben. Der jährliche Energiebedarf liegt bei 45 kWh/m², nur die Menschen und ihre Büromaschinen heizen das Haus.